# Jamie Tardif
Jamie Tardif (né le 23 janvier 1985 à Welland dans la province d'Ontario au Canada)  est un joueur professionnel canadien de hockey sur glace.

## Carrière
Jamie Tardif commence sa carrière en 2001 chez les Petes de Peterborough en Ligue de hockey de l'Ontario. Dès sa première saison, il devient le meilleur débutant attaquant de son équipe avec 22 buts et 22 assistances. La saison suivante, il est le troisième meilleur attaquant de l'équipe derrière Eric Staal et Greg Chambers. Tardif fait partie de l'équipe du Canada qui remporte le Championnat du monde moins de 18 ans de hockey sur glace 2003.
Les Flames de Calgary le choisissent lors du repêchage d'entrée dans la LNH 2003. Mais lors de la saison 2003-2004, il n'a plus les mêmes performances au sein des Petes de Peterborough. Cependant, malgré ses bonnes performances ensuite, les Flames de Calgary ne lui font pas signer de contrat, Jamie Tardif revient dans le repêchage d'entrée dans la LNH 2005, mais aucune équipe ne le prend.
Lors de la saison 2005-2006, il est le capitaine des Petes. Tardif est de nouveau le meilleur buteur de son équipe et bat ses records personnels, avec 40 buts et 69 points. L'équipe remporte la Coupe J.-Ross-Robertson. Mais elle finit dernière de la Coupe Memorial 2006.
À l'automne 2006, Tardif est invité au camp d'entraînement des Red Wings de Détroit, mais n'est pas retenu. Il s'engage avec les Walleye de Toledo en ECHL. Son bon début de saison convainc le Moose du Manitoba, mais l'attaquant ne fait qu'un match en LAH. À la fin du mois, il signe avec les Stars de l'Iowa, cependant il ne fait que deux matchs jusqu'à fin janvier 2007. Il devient un joueur des Griffins de Grand Rapids, club-école des Red Wings. En 27 matchs, il marque 15 points.
Après que son contrat est prolongé à l'été 2007, il joue toute la saison 2007-2008 pour les Griffins qui n'atteignent pas les play-offs ; il marque pourtant 80 points en 34 matchs. En avril 2008, les Red Wings de Détroit annoncent avoir pris Tardif pour un contrat de deux ans. La saison suivante, les Griffins font une meilleure saison, mais pas Tardif qui perd sa place de cadre.
Le 5 juillet 2011, Jamie Tardif s'engage pour deux ans avec les Bruins de Boston. Il commence chez les Bruins de Providence en LAH. Il joue deux matchs avec Boston lors de la saison 2012-2013 de la LNH. Sans contrat, il signe pour les Sabres de Buffalo qui le placent chez les Americans de Rochester où il marque 18 buts en 51 matchs durant la saison 2013-2014.
Au cours de l'été 2014, il part pour l'Europe. Il rejoint les Adler Mannheim en Allemagne. L'équipe remporte le championnat en 2015.

## Statistiques

### En club
| Saison    | Équipe                   | Ligue |    | Saison régulière | Saison régulière | Saison régulière | Saison régulière | Saison régulière |   | Séries éliminatoires | Séries éliminatoires | Séries éliminatoires | Séries éliminatoires | Séries éliminatoires |
| Saison    | Équipe                   | Ligue | PJ | B                | A                | Pts              | Pun              | PJ               | B | A                    | Pts                  | Pun                  |                      |                      |
| 2001-2002 | Petes de Peterborough    | LHO   | 64 | 22               | 22               | 44               | 30               | 6                | 0 | 1                    | 1                    | 2                    |                      |                      |
| 2002-2003 | Petes de Peterborough    | LHO   | 68 | 31               | 29               | 60               | 32               | 7                | 3 | 4                    | 7                    | 0                    |                      |                      |
| 2003-2004 | Petes de Peterborough    | LHO   | 64 | 25               | 28               | 53               | 56               | -                | - | -                    | -                    | -                    |                      |                      |
| 2004-2005 | Petes de Peterborough    | LHO   | 66 | 37               | 28               | 65               | 84               | 14               | 8 | 3                    | 11                   | 14                   |                      |                      |
| 2005-2006 | Petes de Peterborough    | LHO   | 62 | 40               | 29               | 69               | 108              | 19               | 6 | 6                    | 12                   | 18                   |                      |                      |
| 2006-2007 | Storm de Toledo          | ECHL  | 34 | 10               | 20               | 30               | 37               | -                | - | -                    | -                    | -                    |                      |                      |
| 2006-2007 | Moose du Manitoba        | LAH   | 1  | 0                | 0                | 0                | 0                | -                | - | -                    | -                    | -                    |                      |                      |
| 2006-2007 | Stars de l'Iowa          | LAH   | 2  | 0                | 0                | 0                | 0                | -                | - | -                    | -                    | -                    |                      |                      |
| 2006-2007 | Griffins de Grand Rapids | LAH   | 27 | 9                | 6                | 15               | 18               | 2                | 0 | 0                    | 0                    | 0                    |                      |                      |
| 2007-2008 | Griffins de Grand Rapids | LAH   | 80 | 17               | 17               | 34               | 90               | -                | - | -                    | -                    | -                    |                      |                      |
| 2008-2009 | Griffins de Grand Rapids | LAH   | 55 | 9                | 9                | 18               | 43               | 10               | 2 | 0                    | 2                    | 8                    |                      |                      |
| 2009-2010 | Griffins de Grand Rapids | LAH   | 77 | 16               | 17               | 33               | 90               | -                | - | -                    | -                    | -                    |                      |                      |
| 2010-2011 | Griffins de Grand Rapids | LAH   | 77 | 27               | 27               | 54               | 81               | -                | - | -                    | -                    | -                    |                      |                      |
| 2011-2012 | Bruins de Providence     | LAH   | 57 | 15               | 15               | 30               | 28               | -                | - | -                    | -                    | -                    |                      |                      |
| 2012-2013 | Bruins de Providence     | LAH   | 62 | 30               | 15               | 45               | 48               | 12               | 7 | 4                    | 11                   | 10                   |                      |                      |
| 2012-2013 | Bruins de Boston         | LNH   | 2  | 0                | 0                | 0                | 0                | -                | - | -                    | -                    | -                    |                      |                      |
| 2013-2014 | Americans de Rochester   | LAH   | 51 | 18               | 19               | 37               | 28               | 3                | 0 | 1                    | 1                    | 4                    |                      |                      |
| 2014-2015 | Adler Mannheim           | DEL   | 43 | 15               | 11               | 26               | 46               | 8                | 1 | 1                    | 2                    | 2                    |                      |                      |
| 2015-2016 | Adler Mannheim           | DEL   | 37 | 8                | 16               | 24               | 64               | -                | - | -                    | -                    | -                    |                      |                      |
| 2016-2017 | Adler Mannheim           | DEL   | 24 | 3                | 5                | 8                | 26               | 3                | 0 | 0                    | 0                    | 0                    |                      |                      |
| 2017-2018 | Mallards de Quad City    | ECHL  | 53 | 13               | 19               | 32               | 18               | -                | - | -                    | -                    | -                    |                      |                      |

### En équipe nationale
| Année | Équipe     | Compétition                          |   | PJ | B | A | Pts | Pun           |  | Résultat |
| 2003  | Canada U18 | Championnat du monde moins de 18 ans | 7 | 1  | 4 | 5 | 12  | Médaille d'or |  |          |